# راما السابع
براجاد هيبوك شولالون كورن (بالتايلندية: พระบาทสมเด็จพระปกเกล้าเจ้าอยู่หัว)‏ الملقب راما السابع (بالتايلندية: พระบาทสมเด็จพระปรมินทรมหาประชาธิปกฯ พระปกเกล้าเจ้าอยู่หัว)‏ الحاكم السابع لمملكة سيام والذي امتدت فترة حكمه من 8 نوفمبر 1893م إلى 30 مايو 1941م يعتبر الملك فاجيرافود السابع في ترتيب سلالة شاكري ويعتبر الملك الأول الحاكم بالملكية الدستورية رغم أن الدولة عرفت في فترة حكمه اضطرابات كبيرة وتغييرات سياسية واجتماعية كبيرة وكانت خزانة الدولة مفلسة فحاول القيام بالكثير من محاولات الإصلاح منها إنشاء مجلس أمناء لأدارة البلاد وخلال فترة حكمه قامت حركة تغيير قوية في تاريخ تايلاند أنتجت ثورة 1932 في صباح يوم 24 يونيو 1932م بقيادة مجموعة من التايلانديين المثقفين الذين تلقوا تعليمهم خارج تايلاند حيث كان الملك بعيداً عن قصره وتحديداً في منتجع هواهين اطلقت المجموعة التي قامت بالثورة اسم حزب الشعب واجبرت الملك بعد عودته على تحويل البلاد من الملكية المطلقة إلى الملكية الدستورية وتم وضع أول دستور في 10 ديسمبر كانون الأول 1932م وبعد انتخاب أول برلمان في تايلاند استطاع البرلمان التحكم في البلاد بالكامل وإلغاء الكثير من الصلاحيات للملك مثل إلغاء العفو الملكي والتصديق على الإعدامات، غضب الملك براجاد هيبوك كثيراً من التحول السياسي السريع وفلتان السلطة المطلقة منه وحاول طلب بعض الصلاحيات من البرلمان الذي رفض ذلك وهدد بالتنازل عن العرش إن لم تنفذ مطالبه وبالفعل في يوم 2 آذار/مارس 1935م تنازل الملك براجاد هيبوك «راما السابع» عن العرش لابن أخته ذي العشر سنوات، وانتقدَ في بيان تنحيه النظام الديمقراطي الجديد، وبذلك أصبح أول ملك في سلالة شاكري يتنازل عن عرشه وبعد ذلك أكملَ حياته في بريطانيا حتى توفي في 30 أيار/مايو 1941م عن عمر 47 عاماً.

## روابط خارجية
- راما السابع على موقع الموسوعة البريطانية (الإنجليزية)